# Tuesday Knight
Tuesday Knight est une actrice et chanteuse américaine. Elle est notamment connue pour le rôle de Kristen Parker qu'elle interprète dans Le Cauchemar de Freddy, mais aussi pour sa participation à plusieurs bandes-originales de films.

## Biographie
Fille du compositeur Baker Knight, Tuesday Knight a en plus de sa carrière de comédienne, composé et interprété des chansons pour plusieurs films au cinéma. C'est le cas en 1988 pour Le Cauchemar de Freddy, avec la chanson Nightmare et plus récemment pour Sex and the City, le film  (2008). Son premier album Tuesday Knight est sorti en 1987, contenant une reprise du chanteur Prince, Why You Wanna Treat Me So Bad?. Cependant, son deuxième album intitulé Here it Comes a connu un plus grand succès.
En tant qu'actrice, outre son rôle dans Le Cauchemar de Freddy, on a pu remarquer Tuesday Knight dans le film Hollywood Mistress (1992), aux côtés de Martin Landau et de Billy Bob Thornton dans Daddy and Them. 
À la télévision, elle est apparue dans plusieurs séries telles que New York, police judiciaire, Profiler, ou encore X-Files. On peut aussi noter ses apparitions en 1994 dans Freddy sort de la nuit, de Wes Craven et dans Sex and the City 2 en 2010.
En 2000, Tuesday Knight et l'actrice Lisa Wilcox (qui a joué à ses côtés dans Le Cauchemar de Freddy) ont lancé une marque de bijoux, ToeBrights.

## Filmographie
- Au nom de la foi (Promised a Miracle, téléfilm) (1988).... Roberta Palmer
- Le Cauchemar de Freddy  (1988).... Kristen Parker
- The Preppie Murder (téléfilm) (1989).... Shawn Kovell
- Teach 109 (téléfilm) (1990)
- Mad About You (1990)
- The Prom  (1992).... L'actrice de films X
- Who Killed the Baby Jesus (1992).... Eve Cody
- Hollywood Mistress (1992).... Peggy
- Cover Story (1993).... Tracy/Reen
- Calendar Girl (1993).... La fille nue
- Little Odessa (1994).... L'actrice à la télévision
- Cool and the Crazy (téléfilm) (1994).... Brenda
- Freddy sort de la nuit (1994).... Elle-même
- Star Witness (téléfilm) (1995)
- Strike Back (1995).... Anna
- The Babysitter (1995).... La serveuse
- Hindsight' (1996).... Karen
- The Cottonwood (1996)
- Le Fan (1996).... L'infirmière
- Telling Lies in America (1997).... La réceptionniste
- The Perfect Mother (téléfilm) (1997).... Charlene Podaras
- Aniki, mon frère (2000).... La prostituée
- Théorie de la classe de loisir (The Theory of the Leisure Class) (2001).... Callie
- Daddy and Them (2001).... Billy Montgomery
- Sweet Underground (2004).... Frances
- Diamond Zero (2005).... Lil
- Deslusional (2013).... Mia Miller
- I Catch of the Day (2014).... Wednesday
- Opening Night (2014).... Victoria Lawson
- A Tennis Shoe in the Street (2015).... Lynn Stevens
- Célibataire, mode d'emploi (2016).... L'actrice
- Campers Well (2018).... Nancy
- It Wants Blood! (2019).... Carol Fletcher
- Getting the Kinks Out (2019).... Daisy
- Cool As Hell 2 (2019).... Tuesday Knight
- The Bloody Man (2020) .... Kim Harris
- Alien Danger! With Raven Van Slender (2021) .... Trilly
- The Rideshare Killer (2021) .... Julia Altimari
- Wanton Want (2021) .... DeeDee
- The Amityville Moon (2021) .... Sœur Ruth
- VampireS (2021) .... Cora Di Merci
- Shriekshow (2021) .... Dr. Harris
- Back in the No (2021) .... Lian Sierakowski
- Wicked Ally (2022) .... Laura Featherstone
- Go Away (2022) .... Sherry
- Dinner with Tess (2022) .... Tess

## Participations télévisées
- Fame (épisode The Monster That Devoured Las Vegas) (1984).... Suzi Detroit
- Hôpital central (épisodes) (1987).... Val
- Drôle de vie (épisode Let's Face the Music) (1988).... Amy
- Santa Barbara (1 épisode) (1988).... Hitchhiker
- Matlock (épisode The Starlet) (1989).... Abby Smith
- They Came From Outer Space (épisode Malibu or Bust!) (1990).... Karin
- 2000, avenue de l'océan (6 épisodes) (1992).... Joy Rule
- New York, police judiciaire (épisode Humiliation) (1995).... Candy
- Profiler (épisode I'll be Watching You) (1996).... Morissa
- X-Files (épisode Trevor) (1999).... Jackie Gurwitch
- Gossip Girl (saison 2, épisode 5) (2008).... Stephanie Hutson
- Off the Cuff: Healthy Cooking with Craig Mitchell (1 épisode) (2020).... Mrs. Paul
- Forgiven (série TV) (2020).... Amelia

## Discographie

### Albums
- Tuesday Knight (1987) (Parc Records)
- Here It Comes (2000) (Knight and Day Records)
- Don't Talk Back (2016) (Knight and Day Records)
- Little Things (2016) (Knight and Day Records)

### Singles et EP
- Out of Control (1987) (Parc Records)
- Nightmare (1987) (Parc Records)
- Faith (2012) (Knight and Day Records)